# Geoblockering
Geoblockering (efter det engelska geoblocking) är samlingsnamn för tekniker för att hindra webbsidor eller informationskällor från att visa viss information i ett visst geografiskt område. 
Geoblockering kan tekniskt fungera på många olika sätt, men det vanligaste är att den som har sidan kontrollerar att den som tittar på sidan kommer från ett tillåtet IP-nummer eller att den internetleverantör användaren har inte släpper fram en sida eller källa som inte är godkänd för den plats man är på. Termen geoblockering används oftast för att beskriva begränsningar som har att göra med handelshinder, för att innehållsleverantörer vill prissätta en tjänst eller en vara på olika sätt i olika marknadsområden eller för att begränsa spridningen av licensskäl. Teknikerna används också för censur av politisk information eller för att hindra medborgare i ett land att komma åt tjänster som lagstiftaren i landet ogillar, till exempel spelsajter, pornografi eller handel med receptbelagda läkemedel och illegala droger. Europeiska kommissionen arbetar som bäst med att reglera geoblockering
, och viceordföranden Andrus Ansip har uttalat sig tydligt mot tekniken  medan kommissionären Günther Oettinger betonar de potentiella effekterna på medieproducenter i mindre marknader.
Ett exempel på när geoblockering används är strömningstjänster som är begränsade för tittare som ansluter från utlandet. För att inte strömningstjänsterna ska bryta mot sina avtal som de skrivit med rättighetsinnehavarna behöver de veta vilket land användaren befinner dig i. Det görs via IP-adressen, det vill säga den unika identitet på internet som en dator eller router har blivit tilldelad av internetoperatören. En IP-adress avslöjar inte exakt var användaren befinner sig, men den berättar ungefär varifrån och från vilket land användaren ansluter till strömningstjänsterna.
Fenomenet med geoblockering är inte nytt. Samma sorts begränsningar har påverkat de som tar emot tv via parabolantenn i flera decennier.
Totalitära stater har ibland försökt att stänga av internet för ett helt land eller i specifika regioner genom att använda tekniker som stör eller blockerar vissa av de digitala tjänster som invånarna använder sig av. De kan också ta kontroll över den förbindelse som knyter landet till resten av världen. Ett exempel på sådan geoblockering är Kinesiska brandväggen.
Geoblockering kan anses gå mot tanken på ett fritt och öppet internet där tjänster fritt kan konkurrera med varandra. För att komma runt geoblockering kan VPN-teknik användas.